# Patagioenas albilinea
Patagioenas albilinea (officiellt svenskt trivialnamn saknas) är en fågel i familjen duvor inom ordningen duvfåglar. Fågeln betraktas oftast som underart till bandstjärtsduva (Patagioenas fasciata), men urskiljs sedan 2014 som egen art av Birdlife International, IUCN och Handbook of Birds of the World. Den kategoriseras av IUCN som livskraftig.
Arten delas in i tre underarter med följande utbredning:
- P. a. crissalis – bergstrakter i Costa Rica och västra Panama
- P. a. roraimae – sydcentrala och sydöstra Venezuela (Mt Duida, Mt Roraima)
- P. a. albilinea – Colombia (Anderna, Santa Marta-bergen, Sierra de Perijá) österut till Trinidad, norra och södra Venezuela och närliggande nordvästra Brasilien (Roraima) samt söderut genom Anderna i Ecuador, Peru och centrala Bolivia till nordvästra Argentina (Jujuy, Salta, Catamarca and Tucumán)